# Fet (Norvège)
Pour les articles homonymes, voir Fet.
Fet est une ancienne  kommune de Norvège, située dans le comté d'Akershus.
Le 1er janvier 2020 elle a été rattachée à la municipalité nouvelle de Lillestrøm.